# غردينية أنبوبية الأزهار
غردينية أنبوبية الأزهار (الاسم العلمي:Gardenia tubiflora) هي نوع غير مؤكد من النباتات يتبع جنس غردينية من الفصيلة الفوية.